# Yu Hanmou

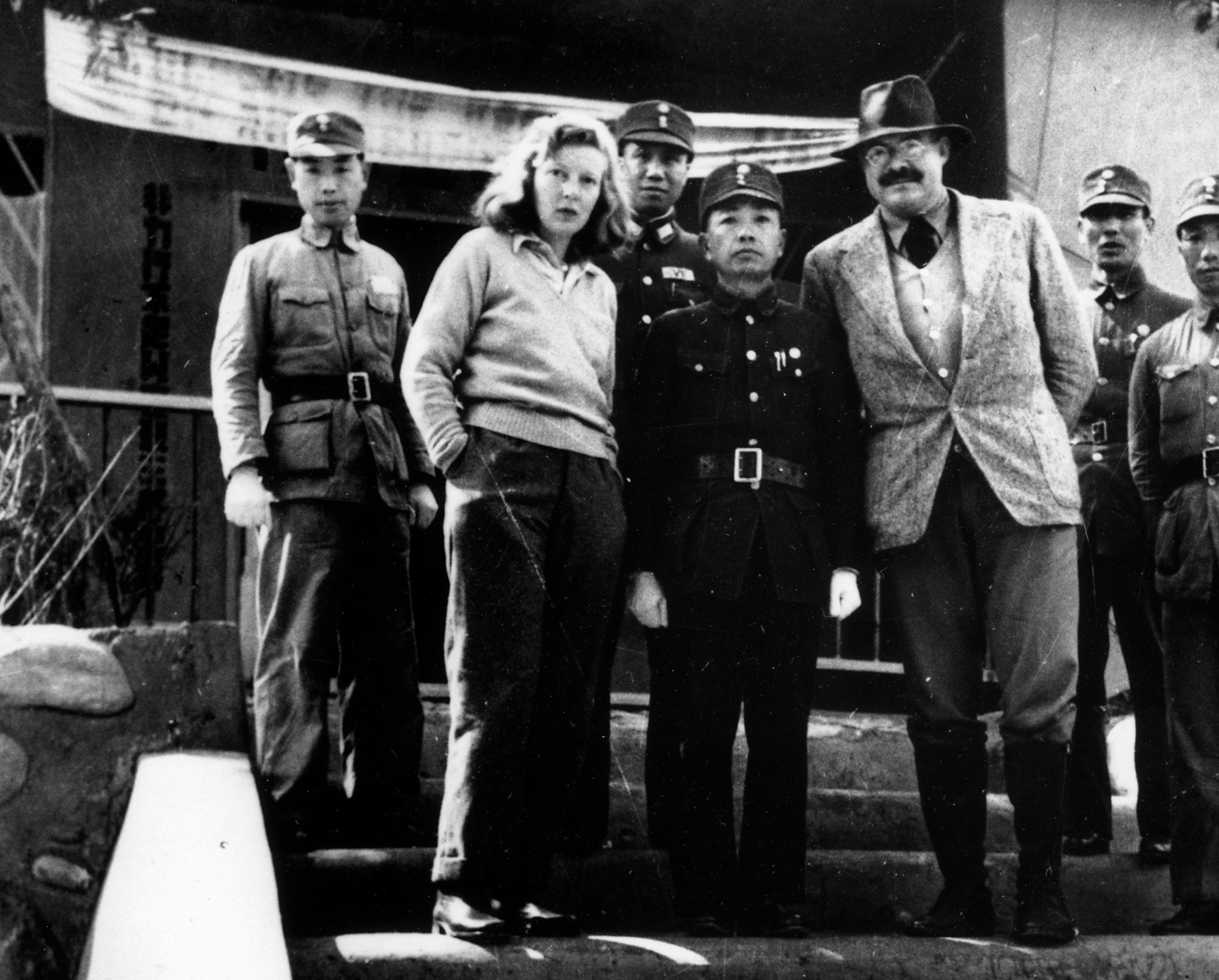
Generaal Yu Hanmou met Ernest Hemingway en zijn 3e vrouw Martha Gellhorn in 1941

General Yu Hanmou (Chinees:余漢謀 余汉谋) (1896 – 1981) was een Chinees generaal van de Kuomintang, afkomstig van Guangdong. Hij was van 1938 tot 1944 opperbevelhebber van de 12e legergroep van China. Hij verdedigde Guangdong in de Operatie Canton en in het Winteroffensief 1939-40. Later in 1944 en tot het einde van de Tweede Wereldoorlog voerde hij het bevel over het 7e front en vocht hij in de Slag bij Henan-Hunan-Guangxi.